# Apamea stygia
Apamea stygia là một loài bướm đêm trong họ Noctuidae.